# 14 de julio
El 14 de julio es el 195.º (centésimo nonagésimo quinto) día del año en el calendario gregoriano y el 196.º en los años bisiestos. Quedan 170 días para finalizar el año.

## Acontecimientos

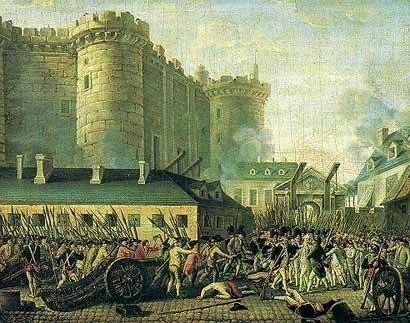
Toma de la Bastilla.

- 1223: en Francia, Luis VIII asume como rey después de la muerte de su padre, Felipe II.
- 1769: la expedición comandada por Gaspar de Portolà establece base en California en el puerto de Monterey.
- 1771: en California, los frailes franciscanos Junípero Serra y Buenaventura Sitjar fundan la Misión de San Antonio de Padua.
- 1789: en París (Francia) se produce la Toma de la Bastilla, que supuso el fin del Antiguo Régimen y el comienzo de la Revolución francesa.
- 1790: Revolución francesa: los ciudadanos de París celebran la monarquía constitucional y la reconciliación nacional en la Fiesta de la Federación.
- 1808: en Medina de Rioseco (España) ―en el marco de la Guerra de la Independencia Española―, el ejército francés vence al español en la batalla del Moclín, o de Medina de Rioseco.
- 1811: en Venezuela, el general Francisco de Miranda enarbola por primera vez la bandera tricolor como pabellón oficial de la Primera República de Venezuela.
- 1881: Billy the Kid es capturado y asesinado por Pat Garrett a las afueras de Fort Sumner.
- 1892: en Santiago (Chile), el presidente Jorge Montt y el ministro de Instrucción Pública, Joaquín Rodríguez Rosas, dictan el decreto supremo n.º 1554, que creó el Liceo de Aplicación.
- 1894: en el País Vasco se iza la ikurriña en el primer batzoki (sede social) de EAJ/PNV.
- 1900: en China, el ejército de la Alianza de las Ocho Naciones capturan Tientsin durante el Levantamiento de los bóxers.
- 1902: en Machu Picchu (Perú), el hacendado cuzqueño Agustín Lizárraga escribe en un muro «A. Lizárraga, 14 de julio de 1902», lo cual sirve como prueba de que el estadounidense Hiram Bingham no descubrió la ciudadela (el 24 de julio de 1911). Ya a mediados del siglo XIX, la ciudadela había empezado a ser saqueada por el empresario maderero August Berns.[1]
- 1906: en Filipinas (invadida por Estados Unidos) el presidente Macario Sakay (35) y sus guerrilleros se entregan, aceptando la amnistía prometida por el «gobernador» estadounidense. Serán ahorcados el año siguiente.
- 1915: comenzó la correspondencia Husayn-McMahon entre Husayn ibn Ali (jerife de La Meca) y el oficial británico Henry McMahon sobre la rebelión árabe contra el Imperio otomano.
- 1916: inicio de la batalla de Delville Wood durante la acción de la batalla del Somme, que duraría hasta el 3 de septiembre de 1916.
- 1933: en Alemania, el Partido Nazi se convierte oficialmente en el único partido legal de Alemania, aunque los principales partidos políticos alemanes ya se habían disuelto al ceder ante la presión nazi.
- 1948: en Roma (Italia), Palmiro Togliatti, líder del Partido Comunista italiano, es tiroteado y herido cerca del Parlamento italiano.
- 1949: en el pozo María Luisa, en Ciaño, Asturias, una explosión de grisú ocurrida a las 18:15 mata a 17 mineros y 4 mulas, falleciendo 15 de ellos en el acto. Este suceso serviría de inspiración para el himno minero conocido como "En el pozo María Luisa" o "Santa Bárbara bendita".
- 1957: en Egipto, Rawya Ateya jura su cargo como diputada de la Asamblea Nacional; es la primera mujer parlamentaria de todo el mundo árabe.
- 1958: en Irak, la monarquía es derrocada por fuerzas populares y Abdul Karim Kassem se convierte en el nuevo líder de la nación (Revolución en Irak).
- 1958: en el atolón Enewetak (islas Marshall, en medio del océano Pacífico), Estados Unidos detona la bomba atómica Scaevola (una prueba de seguridad que no produce ninguna explosión).
- 1960: Jane Goodall llega a la reserva del Gombe Stream (Tanzania) para iniciar su famoso estudio de chimpancés en libertad.
- 1961: Creación del Apostadero Naval Buenos Aires. Por necesidades logísticas, se creó el Apostadero Naval Buenos Aires en el muelle Norte de Dársena Norte, en la Ciudad de Buenos Aires, con el fin de que la Armada Argentina contara con un sitio de atraque propio en el puerto metropolitano.
- 1961: en la zona rural del municipio cubano de Trinidad (provincia de Sancti Spíritus), un grupo de «bandidos» cubanos liderados por el terrorista Medardo León ―en el marco de los ataques terroristas organizados por la CIA estadounidense― asesinan al campesino Rafael Toledo.[2]
- 1969: inicia la Guerra del Fútbol entre Honduras y El Salvador.
- 1970: en Managua (Nicaragua), el presidente Anastasio Somoza Debayle, el canciller Lorenzo Guerrero Gutiérrez y el embajador de Estados Unidos Turner B. Shelton firman la abrogación del Tratado Chamorro-Bryan, suscrito en 1914, en el Palacio Nacional (actual Palacio de la Cultura).
- 1976: la pena capital es abolida en Canadá.
- 1979: en Estados Unidos, el secretario de Estado Cyrus Vance emite la Nota Cyrus Vanc para forzar la renuncia del presidente de Nicaragua Anastasio Somoza Debayle, quien enfrentaba la insurrección popular sandinista.
- 1979: en la Plaza de la Concordia de París (Francia) el músico Jean Michel Jarre desarrolla un concierto audiovisual reuniendo a más de un millón de personas al aire libre con motivo del éxito de sus álbumes Oxygène y Équinoxe, iniciando la era de los megaconciertos.
- 1983: Nintendo estrena el videojuego de Arcade, Mario Bros.
- 1991:  en Pilar, Paraguay es fundada la Universidad Nacional de Pilar.
- 1992: en Gatlinburg (Tennessee) se incendia el Museo de Ripley.
- 1992: Osetia del Norte se declara independiente de Rusia.
- 1995: en los Estados Unidos, MPEG (Moving Picture Experts Group) da a conocer el formato MP3.
- 1998: en la República Democrática del Congo, el presidente Laurent Kabila destituye a su comandante en jefe, el ruandés James Kabare, incidente fundamental durante la segunda guerra del Congo.
- 1999: en Londres, se firma un acuerdo entre Argentina y Reino Unido que permite el acceso de argentinos a las islas Malvinas.
- 2002: en Francia, un tal Maxime Brunerie atenta contra el presidente Jacques Chirac.
- 2008: en Vietnam, Dayana Mendoza es coronada como Miss Universo siendo la quinta venezolana en ganar el certamen.
- 2008: en Japón comienza la construcción de la torre Tokyo Sky Tree.
- 2010: en la localidad de Tirúa (Chile) se registra una fuerte réplica del terremoto de Chile de 2010, de magnitud 6,6 en la escala de Richter; es percibida en toda la región de la Araucanía y el Biobío.
- 2011: en Villa Martelli (Gran Buenos Aires), la presidenta Cristina Fernández de Kirchner inaugura la megamuestra Tecnópolis, que durará hasta el 22 de agosto.
- 2015: La sonda New Horizons sobrevuela el planeta enano (134340) Plutón, tomendo diversas fotografias de su superficie y de sus respectivas lunas
- 2016: en la ciudad de Niza (Francia), un terrorista al volante de un camión arrolla a una multitud de personas que estaban celebrando la Fiesta Nacional de Francia. 84 muertos y 50 heridos críticos (Atentado en Niza).
- 2021: en Argentina, se superan las 100.000 personas fallecidos por COVID-19.
- 2024: en Londres, Reino Unido, Carlos Alcaraz gana su segundo Wimbledon.

En Alemania, la selección de fútbol de España, a pesar de su crisis institucional generada por Luis Rubiales, sale campeón de la Eurocopa, consagrándose como el conjunto que más veces ganó la Copa con cuatro trofeos en sus vitrinas.
En Miami, Estados Unidos, la selección de futbol de Argentina sale campeón de la Copa América, consagrándose como bicampeón de America y como el conjunto que más veces ganó la Copa, con dieciséis trofeos.
En San Francisco, Estados Unidos, el equipo español de Sail GP, con Diego Botín a la cabeza ganó la Gran Final de la temporada 4.

## Nacimientos
- 926: Murakami Tennō, emperador japonés (f. 967).
- 1448: Felipe del Palatinado, noble alemán (f. 1508).
- 1454: Ángelo Poliziano, poeta italiano (f. 1494).
- 1484: Octaviano de Médici, noble italiano (f. 1546).
- 1575: Augusto de Anhalt-Plötzkau, príncipe alemán de la Casa de Ascania (f. 1653).

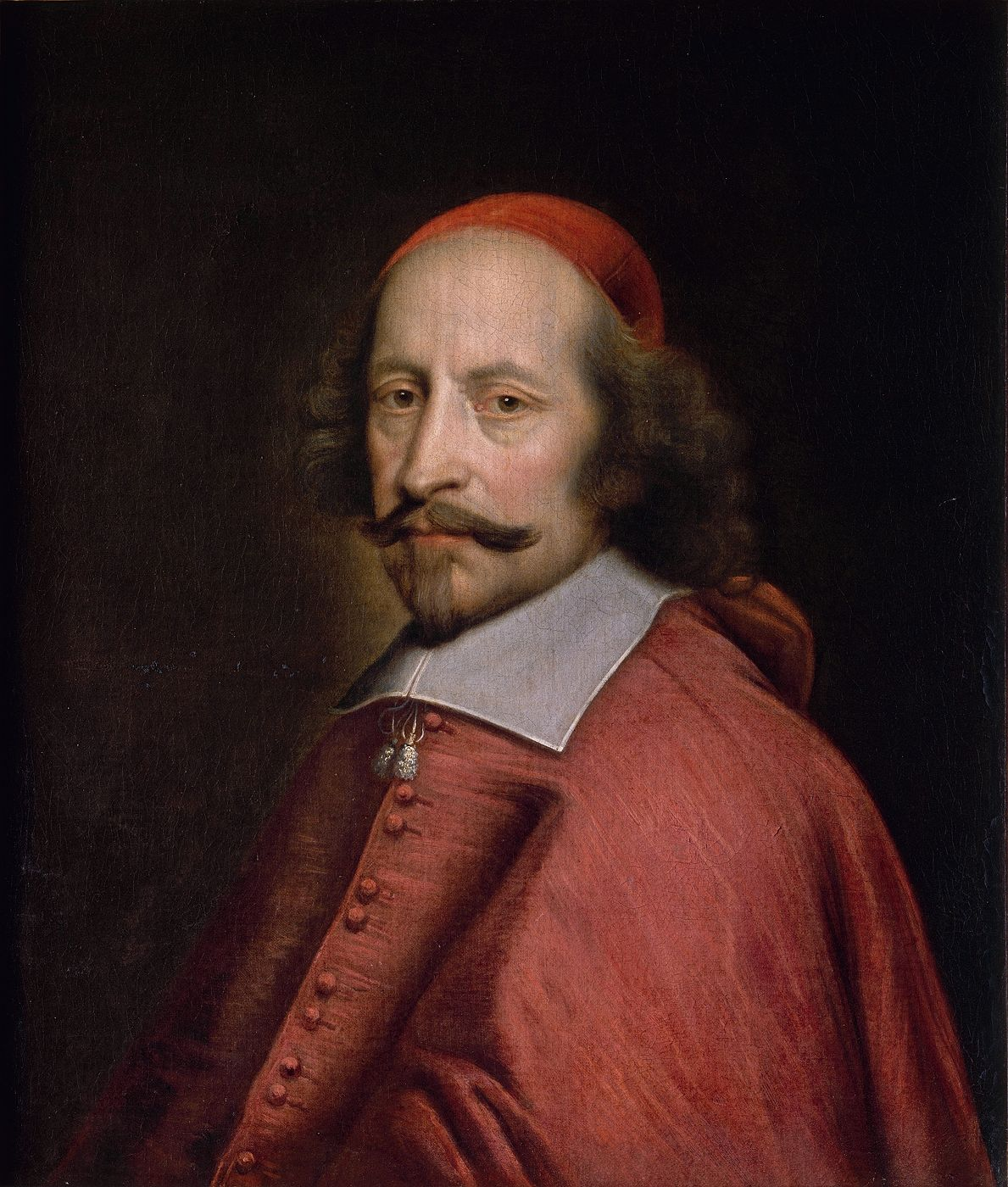
Cardenal Mazarino

- 1602: Mazarino, estadista y cardenal francés (f. 1661).
- 1610: Fernando II de Médici, aristócrata italiano (f. 1670).
- 1623: Eduvigis Sofía de Brandeburgo, noble alemana (f. 1683).
- 1634: Pasquier Quesnel, teólogo francés (f. 1719).
- 1638: Antonio Franchi, pintor italiano (f. 1709).
- 1658: Camillo Rusconi, escultor italiano (f. 1728).
- 1671: Jacques d'Allonville, astrónomo y matemático francés (f. 1732).
- 1717: Ventura Rodríguez, arquitecto español (f. 1785).
- 1733: Joaquín Fernando Garay, biólogo español (f. 1810).

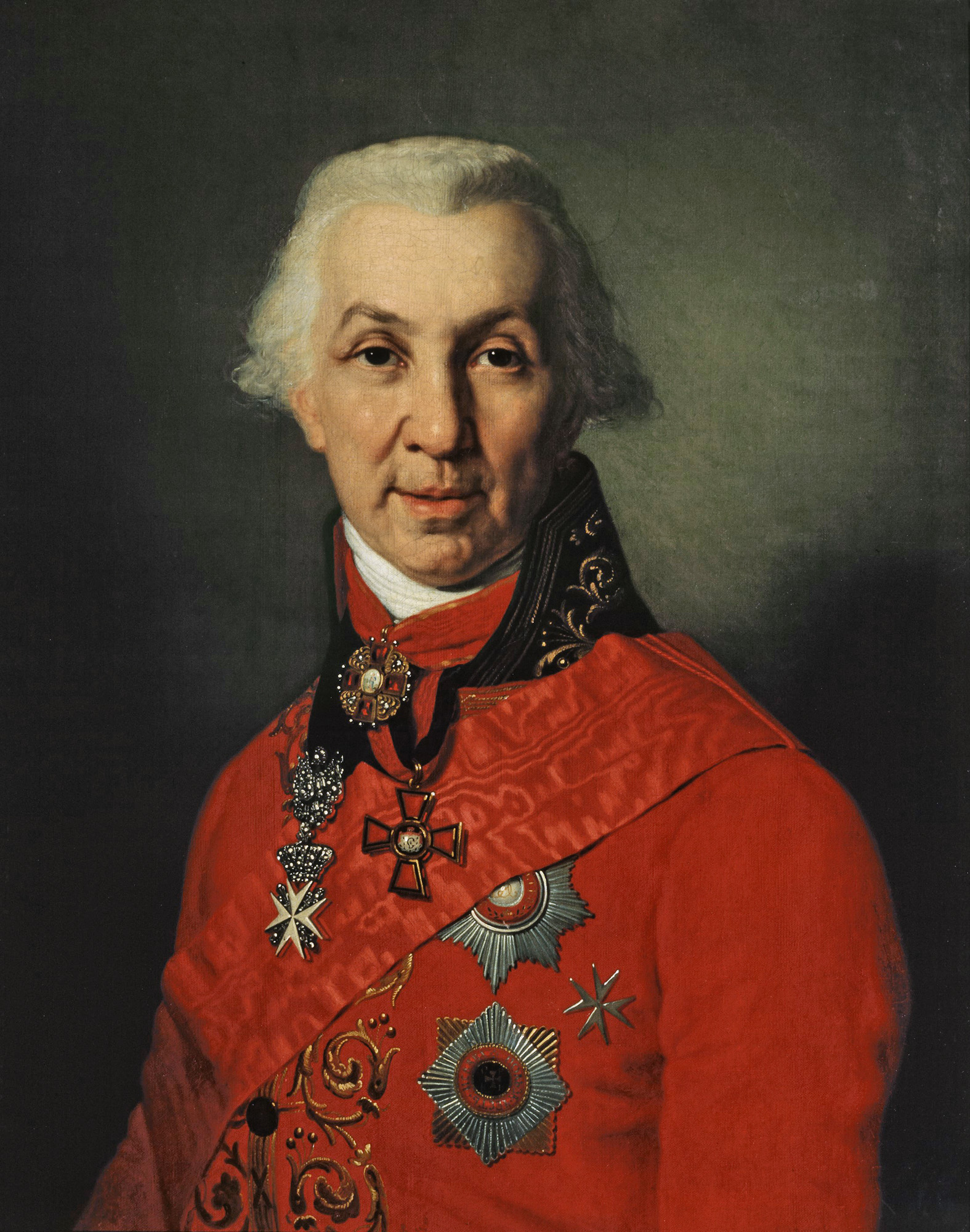
Gavrila Derzhavin

- 1743: Gavrila Derzhavin, poeta ruso (f. 1816).
- 1743: William Paley, filósofo y teólogo británico (f. 1805).
- 1747: Juan Escóiquiz, escritor, preceptor y canónigo español (f. 1820).
- 1748: Pedro García de la Huerta, sacerdote e historiador del arte español (f. 1799).
- 1771: Karl Asmund Rudolphi, botánico y zoólogo alemán de origen sueco (f. 1832).
- 1772: José Mariano de Michelena, militar e insurgente mexicano (f. 1852).
- 1776: Pierre Daumesnil, militar francés (f. 1832).
- 1782: Maximiliano de Austria-Este, archiduque de Austria (f. 1863).
- 1785: Mordecai M. Noah, escritor y periodista estadounidense (f. 1851).
- 1785: Stéphanie de Virieu, escultura y pintora francesa (f. 1873).
- 1793: George Green, matemático británico (f. 1841).
- 1800: Jean-Baptiste Dumas, químico, político y catedrático francés. (f. 1884).
- 1801: Johannes Peter Müller, psicólogo alemán (f. 1858).
- 1804: Ludwig von Benedek, general austriaco (f. 1881).
- 1806: Fermín Toro, político y escritor venezolano (f. 1865).
- 1807: Ventura de la Vega, escritor español (f. 1865).
- 1808: Heinrich Ahrens, filósofo, jurisconsulto y político alemán (f. 1874).
- 1812: Buenaventura Báez, político y militar dominicano (f. 1884).
- 1815: Moritz Hornes, paleontólogo austriaco. (f. 1868).
- 1816: Joseph Arthur de Gobineau, filósofo francés (f. 1882).
- 1825: Enrique VII de Reuss-Köstritz, diplomático alemán. (f. 1906).
- 1830: Henry Bird, ajedrecista británico (f. 1908).
- 1831: Luis González Balcarce, funcionario argentino (f. 1904).
- 1832: Lucien Quélet, micólogo, briólogo y naturalista francés (f. 1899).
- 1842: Christian Lundeberg, primer ministro de Suecia (f. 1911).

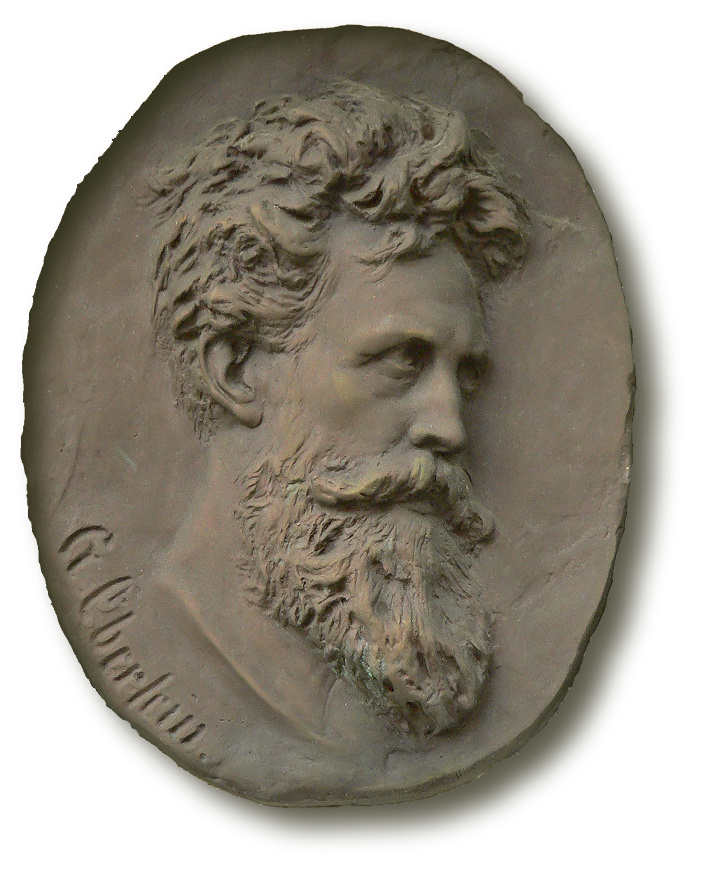
Gustavo Eberlein

- 1847: Gustavo Eberlein, escritor, pintor y escultor alemán (f. 1926).
- 1860: Owen Wister, escritor estadounidense (f. 1938).
- 1862: Gustav Klimt, pintor austríaco (f. 1918).
- 1862: Florence Bascom, geóloga estadounidense (f. 1945).
- 1868: Gertrude Bell, escritora británica (f. 1926).
- 1868: Joaquín Llambías, médico argentino (f. 1931).
- 1874: Abbas II Hilmi, emperador egipcio (f. 1944).
- 1878: Donald Meek, actor británico (f. 1946).
- 1882: Teddy Billington, ciclista estadounidense (f. 1966).
- 1884: Emilio Cecchi, escritor italiano (f. 1966).
- 1884: Adalberto de Prusia, príncipe de Prusia (f. 1948).
- 1885: Sisavang Vong, rey laosiano (f. 1959).
- 1888: Kakutsa Cholokashvili, militar georgiano (f. 1930).
- 1888: Odile Defraye, ciclista belga (f. 1965).
- 1888: Jacques de Lacretelle, escritor francés (f. 1985).
- 1888: Enrique de Rosas, actor argentino (f. 1948).
- 1888: Ton Satomi, escritor japonés (f. 1983).
- 1888: Scipio Slataper, escritor italiano (f. 1915).
- 1889: Ante Pavelić, político croata (f. 1959).
- 1889: Annie Speirs, nadadora británica (f. 1926).
- 1890: Ossip Zadkine, escultor ruso (f. 1967).
- 1891: Francisco Javier Sánchez Cantón, historiador de arte español (f. 1971).
- 1893: Spencer Williams, actor y cineasta estadounidense (f. 1969).
- 1894: Dave Fleischer, animador, cineasta y productor estadounidense (f. 1979).
- 1896: Buenaventura Durruti, anarcosindicalista español (f. 1936).
- 1901: Gerald Finzi, compositor británico (f. 1956).
- 1901: Vladímir Shcherbakov, militar soviético (f. 1981).
- 1903: Irving Stone, escritor estadounidense (f. 1989).
- 1903: Carlos Prío Socarrás, expresidente de Cuba (f. 1977)
- 1904: Muhammad Nayib ar-Ruba'i, político iraquí, presidente de Irak entre 1958 y 1963 (f. 1965).
- 1907: Annabella, actriz francesa (f. 1996).
- 1907: Chico Landi, piloto de automovilismo brasileño (f. 1989).
- 1910: Lucas Demare, cineasta argentino (f. 1981).
- 1910: William Hanna, animador, cineasta y productor estadounidense (f. 2001).
- 1911: Terry-Thomas, actor británico (f. 1990).
- 1911: Gertrude Scharff Goldhaber, física nuclear estadounidense de origen judío alemán (f. 1998).
- 1912: Northrop Frye, teólogo y literario canadiense (f. 1991).
- 1912: Woody Guthrie, músico estadounidense (f. 1967).
- 1913: Gerald Ford, 38.º presidente estadounidense entre 1974 y 1977 (f. 2006).
- 1916: Natalia Ginzburg, escritora italiana (f. 1991).
- 1916: Julio Porter, guionista y cineasta argentino (f. 1979).
- 1917: María del Río, actriz argentina (f. 1978).

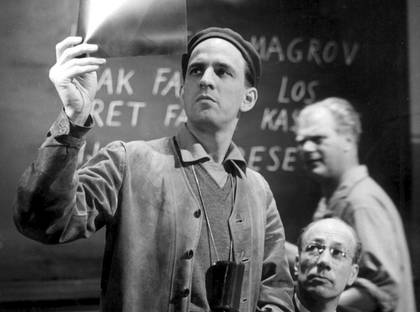
Ingmar Bergman

- 1918: Ingmar Bergman, cineasta sueco (f. 2007).
- 1919: Lino Ventura, actor italiano (f. 1987).
- 1920: Manuel H, fue un tipógrafo, fotógrafo y reportero gráfico colombiano (f. 2009).
- 1921: Geoffrey Wilkinson, químico británico, premio nobel de química en 1973 (f. 1996).
- 1921: Sixto Durán-Ballén, político y presidente de Ecuador (f. 2016).
- 1921: Yekaterina Riábova, pilota militar soviética, Heroína de la Unión Soviética. (f. 1974).
- 1922: Julio Cozzi, futbolista argentino (f. 2011).
- 1922: Mario Recordón, atleta chileno (f. 1994).
- 1923: Dale Robertson, actor estadounidense (f. 2013).
- 1923: Robert Zildjian, empresario estadounidense (f. 2013).
- 1924: James Whyte Black, médico y farmacólogo británico, premio nobel de medicina en 1988 (f. 2010).
- 1925: María Asunción Català Poch, matemática y astrónoma española (f. 2009).

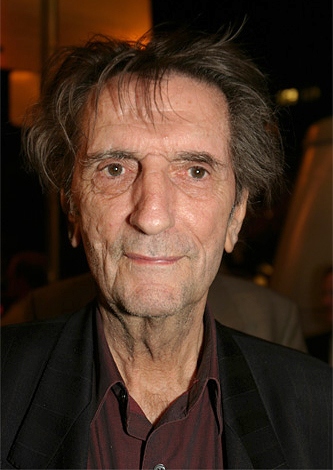
Harry Dean Stanton

- 1926: Harry Dean Stanton, actor estadounidense (f. 2017).
- 1928: Nancy Olson, actriz estadounidense.
- 1929: Julio de Grazia, actor argentino (f. 1989).
- 1931: Luis Pércovich, químico farmacéutico y político peruano (f. 2017).
- 1931: Helga Liné, actriz alemana afincada en España.
- 1933: Robert Bourassa, político y economista canadiense (f. 1996).
- 1935: Eiichi Negishi, químico japonés, premio nobel de química en 2012 (f. 2021).
- 1936: Héctor Ulloa, actor colombiano (f. 2018).
- 1937: Yoshirō Mori, primer ministro japonés.
- 1937: Xaime Quesada Porto, pintor, grabador, escenógrafo y artista español (f. 2007).
- 1938: James Christy, astrónomo estadounidense.
- 1938: Jerry Rubin, activista social estadounidense (f. 1994).
- 1938: Richard Rust, actor estadounidense (f. 1994).
- 1939: Peter Duryea, actor estadounidense (f. 2013).
- 1939: Karel Gott, cantante checo (f. 2019).
- 1939: Sid Haig, actor estadounidense (f. 2019).
- 1942: Javier Solana, político español.
- 1943: Christopher Priest, novelista británico.
- 1945: Jim Gordon, músico estadounidense.
- 1946: Vincent Pastore, actor estadounidense.
- 1946: Toni Cruz, cantante y actor español (f. 2025).
- 1947: Navinchandra Ramgoolam, primer ministro de las islas Mauricio.

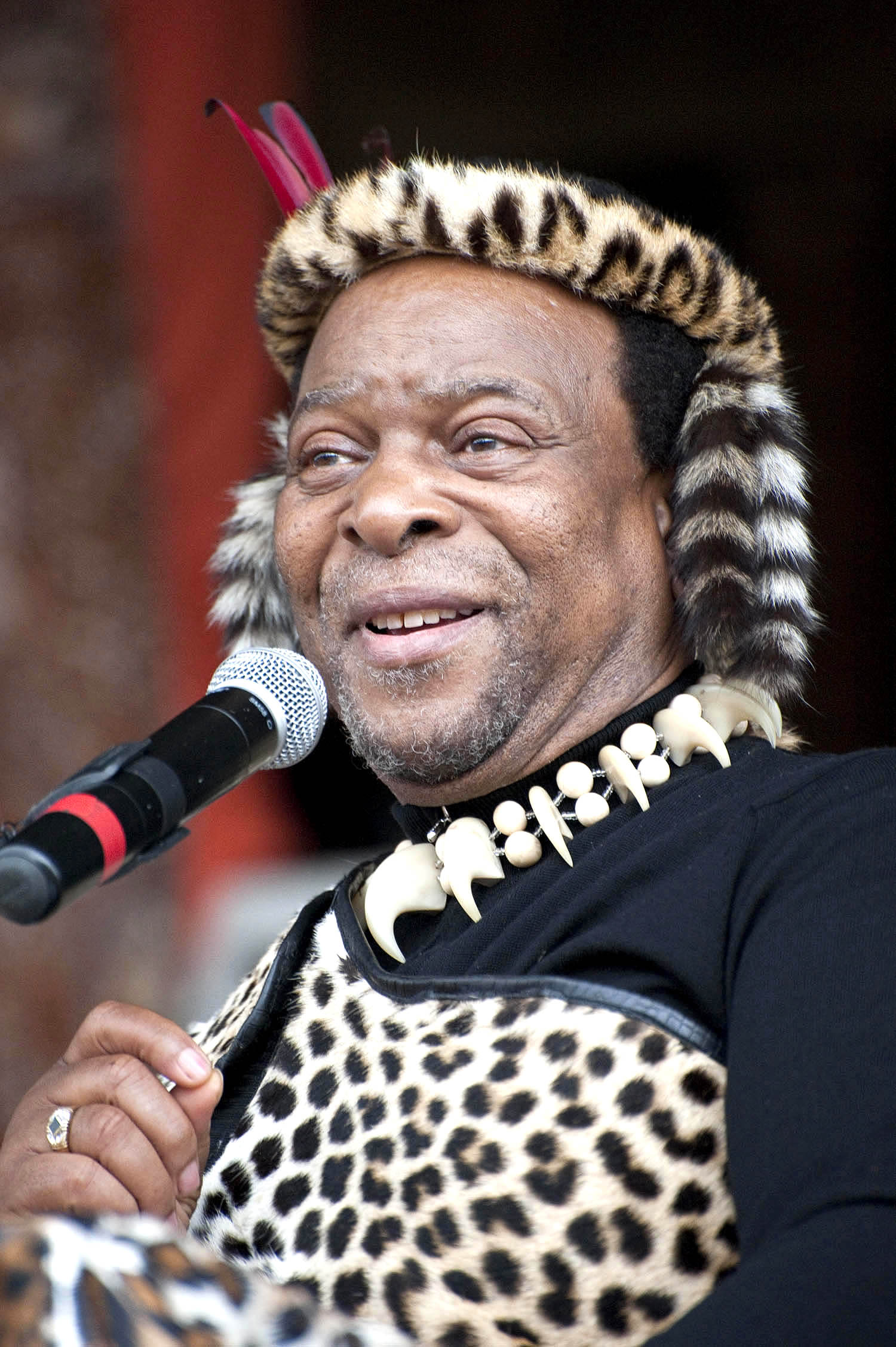
Goodwill Zwelithini kaBhekuzulu.

- 1948: Goodwill Zwelithini kaBhekuzulu, monarca sudafricano, rey de los zulúes entre 1968 y 2021 (f. 2021).
- 1948: Berhaneyesus Demerew Souraphiel, religioso católico y cardenal etíope.
- 1949: Tommy Mottola, productor musical estadounidense.
- 1952: Franklin Graham, predicador evangélico y escritor estadounidense.
- 1953: Bebe Buell, modelo y cantante estadounidense.
- 1955: L. Brent Bozell III, escritor y activista estadounidense.
- 1957: Andréi Belianinov, empresario y político ruso.
- 1958: Miguel Ángel Cortés, político español.

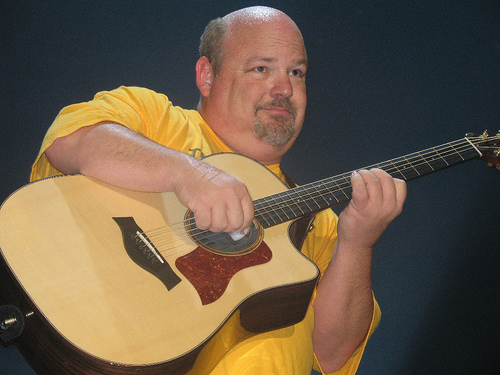
Kyle Gass

- 1960: Kyle Gass, actor, guitarrista y cantautor estadounidense, de la banda Tenacious D.
- 1960: Angelique Kidjo, cantautora beninesa.
- 1960: Jane Lynch, actriz estadounidense.
- 1961: Jackie Earle Haley, actor estadounidense.
- 1962: Blagoja Kitanovski, futbolista macedonio.
- 1962: Ignasi Terraza, pianista de jazz español.
- 1962: Vilard Normcharoen, futbolista tailandés (f. 2014).
- 1962: Patricio Toledo, futbolista chileno.
- 1966: Owen Coyle, futbolista y entrenador británico.
- 1966: Tanya Donelly, compositora y guitarrista estadounidense, de las bandas Belly y The Breeders.

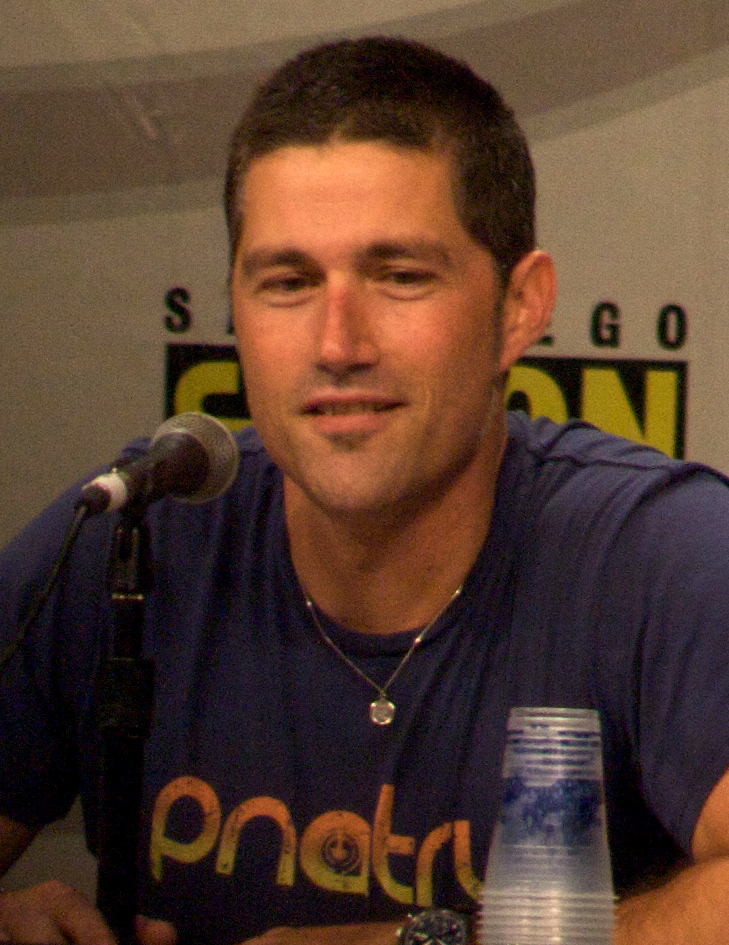
Matthew Fox

- 1966: Matthew Fox, actor estadounidense.
- 1966: Ellen Reid, músico canadiense, de la banda Crash Test Dummies.
- 1966: Brian Selznick, ilustrador estadounidense.
- 1966: Ana María Cuervo, bióloga celular española
- 1967: Karsten Braasch, tenista alemán.
- 1967: Jeff Jarrett, luchador profesional estadounidense.
- 1967: Robin Ventura, beisbolista estadounidense.
- 1969: Kazushi Sakuraba, luchador japonés.
- 1971: Antonio Carlos Ortega, jugador de balonmano español.
- 1971: Mark LoMonaco, luchador profesional estadounidense.
- 1971: Nick McCabe, guitarrista británico, de las bandas The Verve y The Black Ships.
- 1971: Joey Styles, comentarista estadounidense.
- 1971: Howard Webb, árbitro británico.
- 1972: Deborah Mailman, actriz australiana.
- 1972: Manfred Weber, político alemán.
- 1973: Candela Peña, actriz española.
- 1974: Erick Dampier, baloncestista estadounidense.
- 1974: Alberto Hevia, piloto de rally español.
- 1974: David Mitchell, comediante y actor británico.
- 1975: Taboo, rapero estadounidense, de la banda Black Eyed Peas.
- 1976: Andrés Ospina, escritor y realizador de radio colombiano.
- 1976: Diego Rivarola, futbolista argentino-chileno.
- 1976: Kirsten Sheridan, cineasta irlandés.
- 1977: Mototsugu Shimizu, luchador japonés.
- 1977: Norelys Rodríguez, actriz, modelo, filántropa, diseñadora gráfica y animadora venezolana
- 1977: Victoria de Suecia, aristócrata sueca.
- 1977: Adil Ramzi, futbolista marroquí.
- 1977: Miguel Cobas, futbolista español.
- 1978: Mattias Ekström, piloto de automovilismo sueco.
- 1978: Kristy Wright, actriz australiana.
- 1979: Bernie Castro, beisbolista dominicano.
- 1979: Ariel Garcé, futbolista argentino.
- 1979: José Moratón, futbolista español.
- 1979: Scott Porter, actor y cantante estadounidense.
- 1980: Giuseppe Vives, futbolista italiano.
- 1980: Rubén García Arnal, futbolista español.
- 1981: Roger Clark, actor estadounidense.
- 1981: Khaled Aziz, futbolista saudí.
- 1982: Andrés Borghi, director y guionista argentino, creador del videojuego "The Black Heart".
- 1982: Kim Do-heon, futbolista surcoreano.
- 1983: Ígor Andréiev, tenista ruso.
- 1983: Kareem McLean Powell, futbolista costarricense.
- 1983: Juan Carlos Gutiérrez, beisbolista venezolano.
- 1984: Adriana Abenia, presentadora de televisión, modelo y actriz española.
- 1984: Renaldo Balkman, baloncestista estadounidense.
- 1984: Alessandro Boccolini, futbolista italiano.
- 1984: Mounir El Hamdaoui, futbolista marroquí.
- 1984: Samir Handanovič, futbolista esloveno.
- 1984: Nilmar, futbolista brasileño.
- 1984: Fleur Saville, actriz neozelandesa.
- 1985: Phoebe Waller-Bridge, actriz y guionista británica.
- 1985: Lee Kwang-soo, actor surcoreano
- 1986: Alexander Gerndt, futbolista sueco.
- 1986: Dan Smith, cantante británico.
- 1986: Ian Mackay, futbolista español.
- 1987: Sara Canning, actriz canadiense.
- 1987: Adam Johnson, futbolista británico.
- 1987: Dan Reynolds, cantante estadounidense.
- 1987: Cameron Russell, modelo estadounidense.
- 1988: Conor McGregor, peleador de MMA Irlandés.
- 1988: Lorena del Castillo, actriz mexicana.
- 1988: Luis Troche, actor paraguayo.
- 1989: Sean Flynn, actor estadounidense.
- 1990: Andrea Seculin, futbolista italiano.
- 1991: Maksim Kanúnnikov, futbolista ruso.
- 1992: Brytiago, cantante puertorriqueño.
- 1992: Oscar Lewicki, futbolista sueco.
- 1993: Rubén García, futbolista español.
- 1994: Takuya Iwata, futbolista japonés.
- 1994: Yu Nakasato, futbolista japonesa.
- 1994: Jake Cousins, beisbolista estadounidense.
- 1994: Romeesh Ivey, futbolista panameño.
- 1994: Gerardo Navarrete, futbolista chileno.
- 1995: Federico Mattiello, futbolista italiano.
- 1995: Bayron Oyarzo, futbolista chileno.
- 1995: Serge Gnabry, futbolista alemán.
- 1996: Mikiah Brisco, atleta estadounidense.
- 1996: Édgar Chacón, futbolista costarricense.
- 1996: Maverick Rowan, baloncestista estadounidense.
- 1996: Kazuma Takayama, futbolista japonés.
- 1996: Rina Tatsukawa, yudoca japonesa.
- 1997: Cengiz Ünder, futbolista turco.
- 1997: Yuki Kakita, futbolista japonés.
- 1997: Miguel San Román Ferrándiz, futbolista español.
- 1997: Filippa Angeldal, futbolista sueca.
- 1997: Dylan Frye, baloncestista estadounidense.
- 1998: Romain Faivre, futbolista francés.
- 1998: Lucía García, futbolista española.
- 1998: Linda Olivieri, atleta italiana.
- 1998: Jacob Gilyard, baloncestista estadounidense.
- 1999: Lucas Ambrogio, futbolista argentino.
- 1999: Franco Jhon, futbolista peruano.
- 1999: Tilda Johansson, biatleta sueca.
- 2000: Maia Reficco, actriz y cantante estadounidense.
- 2000: Mata, rapero polaco.
- 2000: Esli García, futbolista venezolano.
- 2000: Stanislava Konstantínova, patinadora artística rusa.
- 2000: Aurel Benović, gimnasta artística croata.
- 2000: Joan Jorquera Cala, taekwondista español.
- 2000: Daniel Pereira, futbolista venezolano.
- 2000: Uta Abe, yudoca japonesa.
- 2000: Jordan Dingle, baloncestista estadounidense.
- 2001: Federico Brancolini, futbolista italiano.
- 2003: Mariana Morales, futbolista chilena.
- 2003: Noemi Cesarano, nadadora italiana.
- 2003: Rocco Robert Shein, futbolista estonio.
- 2005: Kerem Çağlayan, esgrimidor turco.

## Fallecimientos
- 664: Adeodato de Canterbury, religioso inglés (n. hacia 610).
- 664: Earcomberto de Kent, rey de Kent desde entre 640 y 664 (n. ?).
- 937: Arnulfo de Baviera, aristócrata bávaro (n. 890).

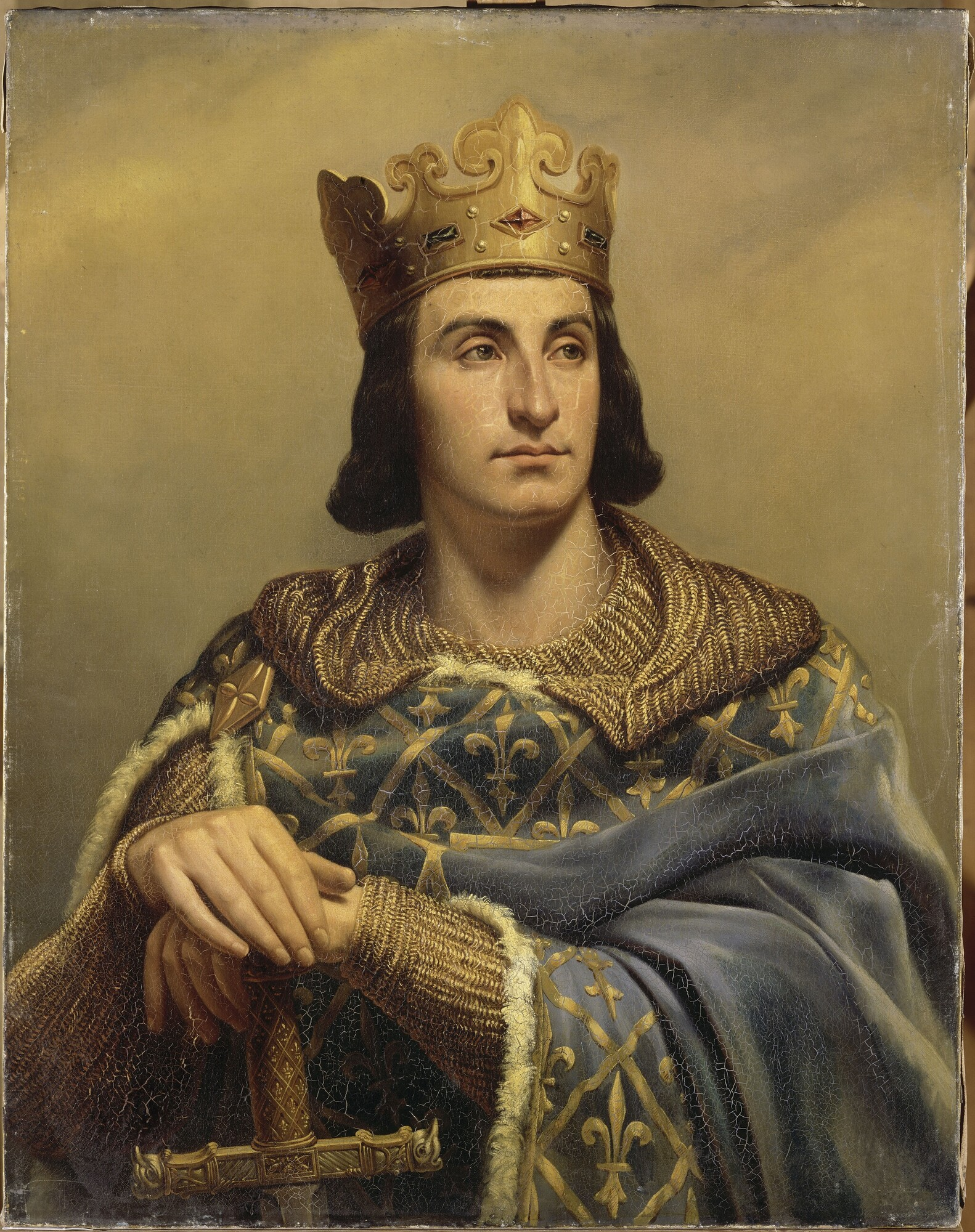
Felipe II de Francia

- 982: Enrique I, obispo de Augsburgo.
- 1223: Felipe II, rey de Francia entre 1180 y 1223 (n. 1165).
- 1610: Francisco Solano, religioso y santo español (n. 1549).
- 1614: Camilo de Lellis, religioso y santo italiano (n. 1550).
- 1704: Sofía Alekséyevna Románova, regente rusa (n. 1657).
- 1742: Richard Bentley, filólogo, helenista y cronólogo británico (n. 1662).
- 1780: Charles Batteux, filósofo francés (n. 1713).
- 1789: Jacques de Flesselles, preboste de los mercaderes de París (n. 1721).
- 1789: Bernard-René Jordan de Launay, gobernador francés de la Bastilla (n. 1740).
- 1790: Ernst Gideon Freiherr von Laudon, generalísimo austriaco (n. 1717).
- 1793: Jacques Cathelineau, militar contrarrevolucionario francés (n. 1759).
- 1800: Lorenzo Mascheroni, matemático italiano (n. 1750).
- 1803: Esteban Salas, sacerdote y compositor de música religiosa cubano (n. 1725).
- 1812: Christian Gottlob Heyne, investigador y arqueólogo alemán (n. 1729).
- 1816: Francisco de Miranda, prócer venezolano (n. 1750).
- 1817: Madame de Staël, escritora suiza (n. 1766).
- 1824: Agustín de Betancourt, ingeniero español (n. 1758).
- 1827: Augustin Fresnel, físico francés (n. 1788).
- 1850: José María Luis Mora, sacerdote, político, ideólogo e historiador mexicano (n. 1794).
- 1879: Thomas Maclear, astrónomo sudafricano de origen irlandés (n. 1794).

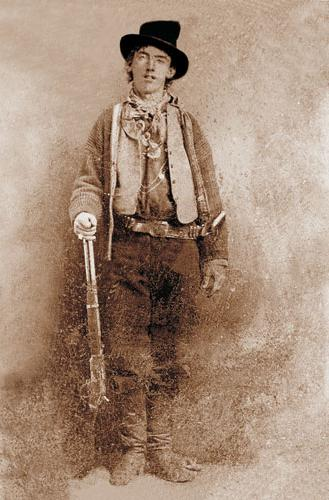
Billy the Kid

- 1881: Billy the Kid, pistolero estadounidense (n. 1859).
- 1904: Paul Kruger, político sudafricano (n. 1824).
- 1907: William Henry Perkin, químico británico (n. 1838).
- 1908: William Mason, compositor y pianista estadounidense (n. 1829).
- 1910: Marius Petipa, bailarín y coreógrafo francés (n. 1818).
- 1917: Octave Lapize, ciclista francés (n. 1887).
- 1922: Kamó, revolucionario ruso (n. 1882).
- 1925: Francisco Guilledo, boxeador filipino (n. 1901).
- 1927: Fritz Hoffmann, atleta y gimnasta alemán (n. 1871).
- 1939: Alfons Mucha, pintor y artista decorativo checo (n. 1860).
- 1943: María Borovichenko, médica militar soviética y Heroína de la Unión Soviética (n. 1925).

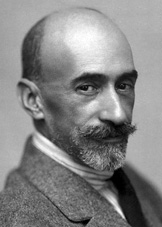
Jacinto Benavente

- 1954: Jacinto Benavente, dramaturgo español, premio Nobel de Literatura en 1922 (n. 1866).
- 1958: Faysal II, último rey iraquí (n. 1935).
- 1958: 'Abd al-Ilah, aristócrata iraquí (n. 1913).
- 1959: Grock, payaso suizo y artista circense (n. 1880).
- 1965: Matila Ghyka, diplomático, matemático, escritor, historiador y aristócrata rumano (n. 1881).
- 1965: Adlai Stevenson II, político estadounidense (n. 1900).
- 1966: Julie Manet, pintora y coleccionista de arte francesa (n. 1878).
- 1967: Tudor Arghezi, escritor rumano (n. 1880).
- 1968: Ilias Tsirimokos, político griego (n. 1907).
- 1970: Preston Foster, actor estadounidense (n. 1900).
- 1970: Luis Mariano, cantante español (n. 1914).
- 1971: Ermilo Abreu Gómez, escritor, historiador y periodista mexicano (n. 1894).
- 1974: Héctor Boza, político peruano (n. 1888).
- 1975: Héctor Pavez, cantante chileno (n. 1932).
- 1980: Carlos López Moctezuma, actor mexicano (n. 1909).
- 1980: Luis Politti, actor argentino (n. 1933).
- 1984: Josep Coll, historietista español (n. 1923).
- 1986: Raymond Loewy, diseñador industrial francés (n. 1893).
- 1987: Víktor Zhdánov, virólogo soviético (n. 1914).
- 1991: Pável Morozenko, actor soviético (n. 1939).
- 1993: Léo Ferré, cantautor y poeta francés (n. 1916).
- 1994: César Tovar, beisbolista venezolano (n. 1940).
- 1998: Richard "Dick" McDonald, empresario estadounidense (n. 1909).
- 2000: Ricardo Levene (hijo), ministro de la Corte Suprema de Justicia de Argentina (n. 1914).
- 2000: Pepo (René Ríos Bottegier), humorista chileno (n. 1911).
- 2002: Joaquín Balaguer, presidente dominicano (n. 1906).
- 2002: Nelson Barrera, beisbolista mexicano (n. 1957).

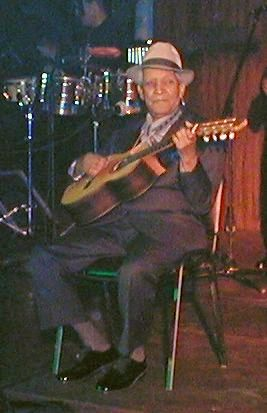
Compay Segundo

- 2003: Compay Segundo, cantante y guitarrista cubano (n. 1907).
- 2005: Guillermo Lohmann, historiador y abogado peruano (n. 1915).
- 2010: Eduardo Sánchez Junco, periodista español (n. 1943).
- 2010: Charles Mackerras, director de orquesta y músico australiano (n. 1925).
- 2010: Jorge Rojo Lugo, político mexicano (n. 1933).
- 2011: Leo Kirch, empresario alemán (n. 1926).
- 2011: Antonio Prieto, actor y cantante chileno (n. 1926).
- 2012: Marcel Curuchet, músico uruguayo (n. 1972).
- 2012: Sixten Jernberg, esquiador sueco (n. 1929).
- 2012: Jorge Luz, actor y humorista argentino (n. 1922).
- 2012: Enrique Silva Cimma, político chileno (n. 1918).
- 2013: Dennis Burkley, actor estadounidense (n. 1945).
- 2016: Péter Esterházy, escritor húngaro (n. 1950).
- 2017: Maryam Mirzakhani, matemática iraní (n. 1977).
- 2019: Hossain Mohammad Ershad, político bangladesí, presidente de Bangladés entre 1983  y 1990 (n. 1930).
- 2019: Pernell Whitaker, boxeador estadounidense (n. 1964).
- 2021: Mamnoon Hussain, empresario y político pakistaní, presidente de Pakistán entre 2013 y 2018 (n. 1940).
- 2022: Francisco Morales Bermúdez, militar peruano, presidente del Perú entre 1975 y 1980 (n. 1936).
- 2023: Albert Eschenmoser, químico suizo (n. 1925).
- 2024: Sylvain Saudan, esquiador extremo suizo. (n. 1925).
- 2025: John F. MacArthur, pastor y teólogo estadounidense (n. 1935).
- 2025: Fauja Singh, maratonista británico (n. 1911).

## Celebraciones
Ecología
- Día Mundial del Chimpancé.[4]

- Día Mundial de la Orca.

- Día de Concientización sobre los Tiburones.[5]

Salud
- Día Internacional del Auxiliar de Enfermería.[6]

 Por países
(Por orden alfabético)
- Argentina: 
  -  Misiones: 
    - Aniversario de Puerto Leoni.[7]

- El Salvador: 
  - Día del Médico.

- Francia: 
  - Día Nacional de Francia.

- Irak: 
  - Día de la República.[8]

- Nicaragua: 
  - Día de la Bandera Nacional.

### Santoral católico

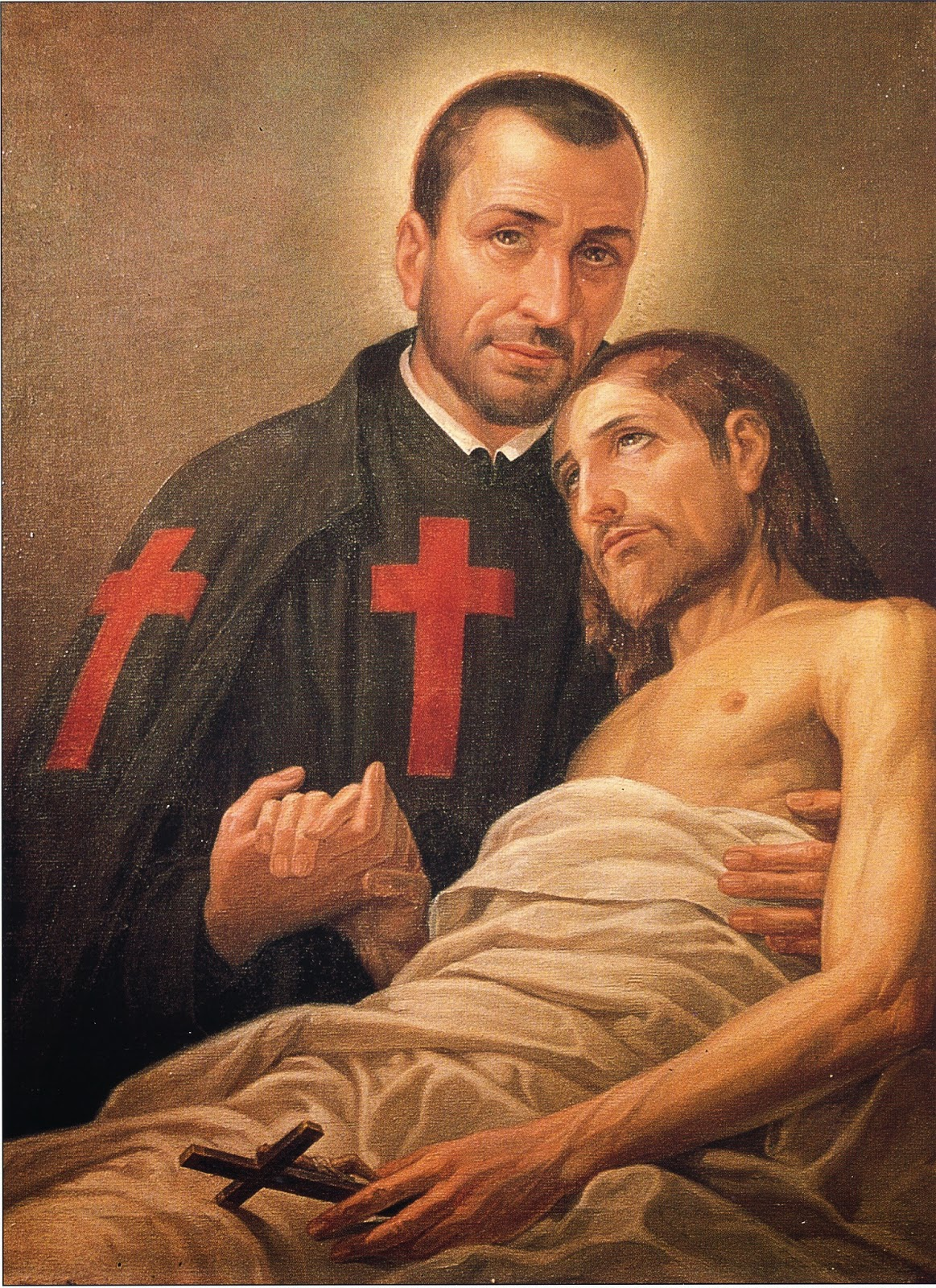
San Camilo de Lelis.

Celebración del día: San Camilo de Lelis.(imagen ilustrativa).
- San Francisco Solano Taumaturgo.[9]
- San Heracles (obispo).
- San Juan Wang Guixin.[9]
- San Marchelmo de Deventer.[9]
- San Optaciano de Brescia.[9]
- Santa Tuscana de Verona.[9]
- San Vicente Madelgario.[9]
- Beata Angelina de Marsciano.[9]
- Beato Bonifacio de Saboya.[9]
- Beato Gaspar de Bono.[9]
- Beato Hroznata.[9]
- Beato Ricardo Langhorne.[9]

 Por países
(Por orden alfabético)
- España: 
  - Celebración de San Buenaventura en Moraleja Cáceres.